# Multiple (art)
 (septembre 2019).
Si vous disposez d'ouvrages ou d'articles de référence ou si vous connaissez des sites web de qualité traitant du thème abordé ici, merci de compléter l'article en donnant les références utiles à sa vérifiabilité et en les liant à la section « Notes et références ».
Pour les articles homonymes, voir Multiple.

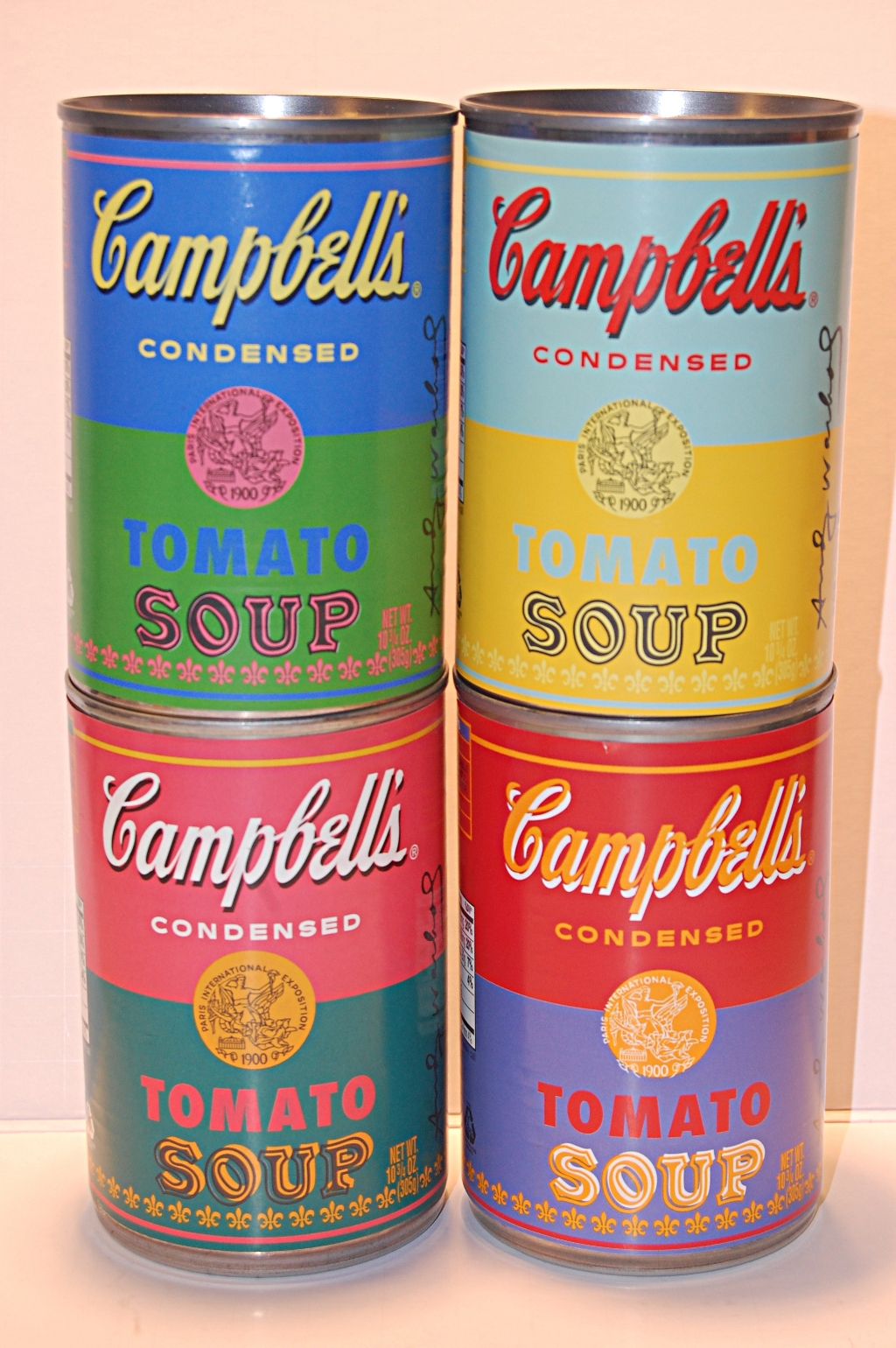
Exemple de multiple "Art Of Soup" de l'artiste Andy Warhol.

Le multiple est une série d'objets d'art identiques produits ou commandés par l'artiste selon son idée, généralement une édition limitée signée, spécialement conçue pour la vente.
Les multiples sont qualifiés[Par qui ?] d'art contemporain le plus accessible et le plus abordable du marché, d'un bon rapport qualité-prix. Il peut s'agir d'impressions 2D, de sculptures 3D ou de pièces d'installation. Le multiple offre aux artistes un moyen de vendre leur travail sans compromettre leur intégrité artistique et rend leur travail accessible à un marché plus large.
Les multiples sont unis par leur manque d'unicité, généralement considérée comme une condition préalable à une œuvre d'art. Beaucoup sont d'artistes qui travaillent uniquement selon le concept du multiple. Le défi pour l'artiste est de trouver des moyens de réaliser une idée qui peut être répétée maintes fois. Ainsi, une partie du défi créatif consiste à rechercher de nouvelles méthodes et à trouver de nouveaux matériaux, ce qui conduit à des collaborations improbables entre l'artiste et les fabricants. L'artiste fournit en effet un dessin ou un modèle dans lequel il détermine la forme, la taille, les matériaux, les techniques, l'édition, l'exécution étant généralement prise en charge par des professionnels spécialisés, souvent par l'assistance d'une machine ou dans une organisation de type manufacture.
Le multiple est aussi souvent un assemblage. Cependant, le terme fait plutôt référence à des motifs de toile en relief.

## Histoire
L'histoire des multiples remonte aux ready-made du dadaiste Marcel Duchamp, qui avait déjà partiellement réalisé une série d'objets d'art et d'installations de série dans les années 1920, e.a. sa Fontaine (1917), qui consiste en une série d'urinoirs signés. Duchamp a mené au surréalisme avec des artistes tels que Salvador Dalí dans l'histoire moderne à Fluxus et au Pop Art. Des artistes tels que Joseph Beuys, Dieter Roth, Wolf Vostell et surtout Andy Warhol ont utilisé ces objets produits en série dans leur travail. Warhol a obtenu des multiples uniquement par sa technique, la sérigraphie, qu'il a appliquée sur des boîtes de Brillo, papiers peints de vache, polaroïds). 
Les multiples de Joseph Beuys (1921-1986), cependant, sont plus complexes et constituent souvent des artefacts ou des reliques de son Art action. Il pousse l'idée du multiple plus loin. Désabusé par l'approche des objets du quotidien manifestée par Fluxus, Beuys a voulu se réapproprier le rôle de l'objet en tant qu'art. Il estime qu'en tant qu'artiste, il pouvait canaliser l'énergie des objets du quotidien et les imprégner d'un nouveau pouvoir et d'une nouvelle signification. 
Le premier multiple, Do it yourself de Wolf Vostell est publié en 1963 pour accompagner son exposition à la galerie Smolin.
Daniel Spoerri définit les règles du multiple comme suit dans la publication de son édition MAT (« Multiplication d'Art Transformable ») : un multiple doit être produit sans technique historique de duplication ; le travail doit être effectué sans écriture personnelle ; un multiple doit être transportable[réf. nécessaire].